# Парвиайнен, Катри
Катри Велламо Парвиайнен (фин. Katri Vellamo Parviainen; 3 декабря 1914 — 21 октября 2002) — финская легкоатлетка, призёр Олимпийских игр.
Катри Парвиайнен родилась в 1914 году в Юанкоски. В 1948 году на Олимпийских играх в Лондоне она стала обладательницей серебряной медали в метании копья; также приняла участие в соревнованиях по прыжкам в длину, но медалей не завоевала. В 1952 году приняла участие в Олимпийских играх в Хельсинки, но там в метании копья стала лишь 16-й.